# روبرت ميلر هارت
روبرت ميلر هارت (بالإنجليزية: Robert Hardt) هو رياضياتي أمريكي، ولد في 24 يونيو 1945 في بيتسبرغ في الولايات المتحدة.